# Os bru siberià
L'os bru siberià (Ursus arctos collaris), també conegut com a os bru de Iacútia, és una subespècie de l'os bru (Ursus arctos) al Paleàrtic. Es troba per bona part de la Sibèria oriental, especialment a la república de Iacútia: des del riu Ienissei fins al massís de l'Altai, incloent-hi la conca del riu Lena, el nord de Mongòlia. També està present a l'est del Kazakhstan i al nord de Xinjiang, a la Xina.

## Descripció
L'os bru siberià té una grandària intermèdia entre les subespècies veïnes: l'os bru europeu (u. a. arctos), que arriba fins a la Sibèria occidental i els grans ossos bruns que habiten a la Península de Kamchatka (u. a. beringianus). Així i tot, s'han trobat exemplars que arriben a igualar en mida aquests darrers. Els seus cranis són invariablement més grans que els dels ossos euroasiàtics i aparentment són més grans que els dels ossos de Kamxatka. Els mascles adults tenen cranis que mesuren 32,6 a 43,1 cm de llargada i 31,2-38,5 cm d'amplada als arcs zigomàtics. Tenen un pelatge llarg, dens i suau, de color similar al dels ossos bruns europeus, tot i que predominen els individus de color més fosc.

## Hàbitat
La Taigà de la Sibèria Oriental (bosc boreal) és el principal habiitat d'aquesta subespècie. Els boscos són coníferes, formats principalment de pins, avets i làrixs. Els ossos també abunden les muntanyes de l'Altai i les nombroses valls de la regió. Pel nord, el seu habitat fa frontera amb la tundra àrtica, que mica en mica està sent colonitzada pels matolls i els arbres a causa del canvi climàtic.

## Status
Els ossos bruns de Sibèria Oriental són abundants, però es considera que estan en perill ja que encara es tracten en gran part com un animal de caça. Al voltant de 5.000 ossos a les muntanyes de l'Altai i més de 16.000 a la taiga de Sibèria Oriental. Es desconeixen altres xifres de població. Amb l'escalfament global, previsiblement, aquests ossos s'expandiran fins a la riba de l'oceà àrtic, com ja està passant amb els ossos grizzlies al Canadà. Val a dir que en aquestes àrees, la densitat d'ossos per quilòmetre quadrat és molt baixa.

## Taxonomia

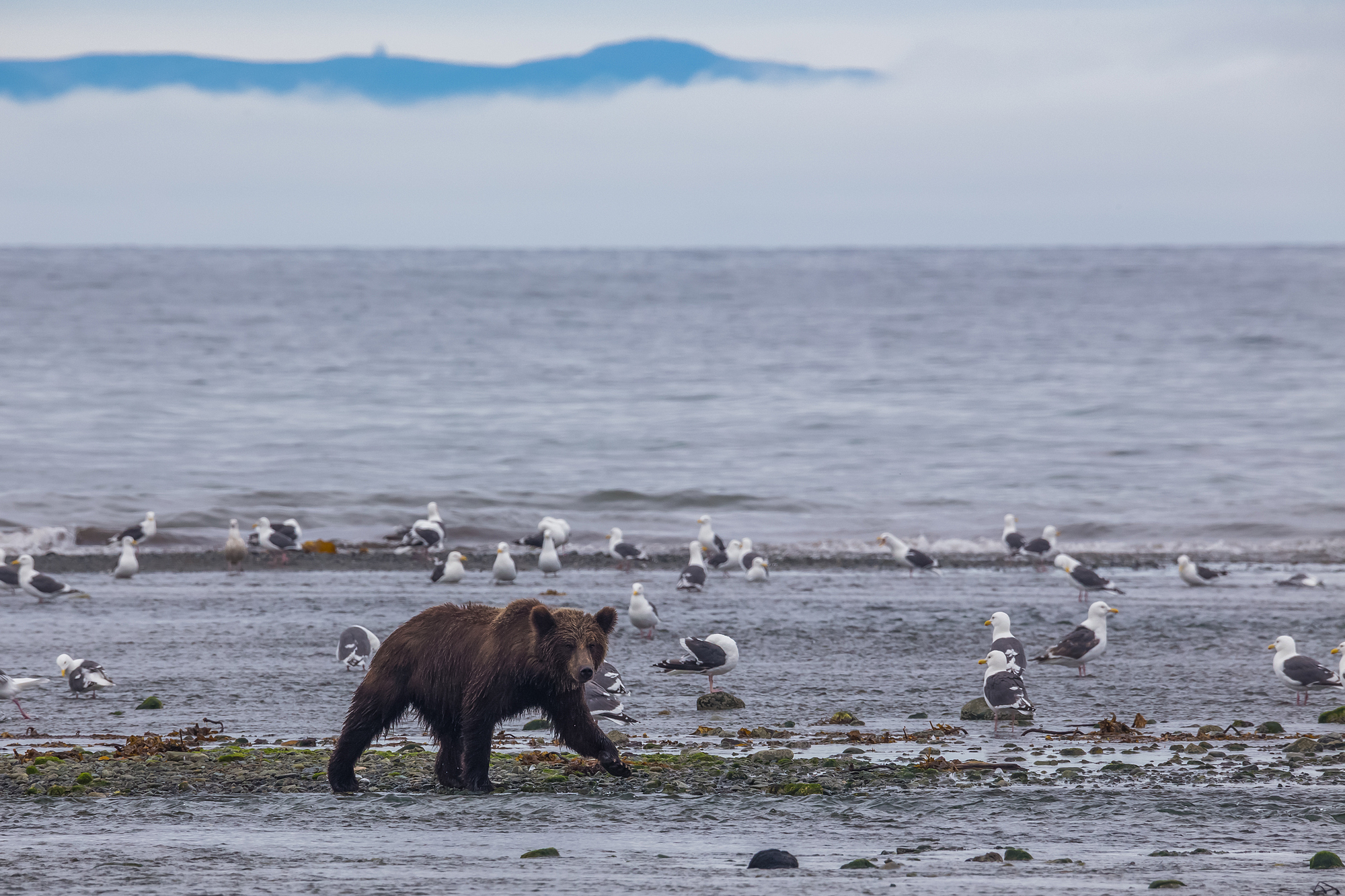
Os bru a la costa siberiana

Originalment, Frédéric Cuvier només classififcava com a membres d'aquesta subespècie les poblacions d'os bru al riu Ienisei superior, a causa dels ossos adults que tenien collarets de tonalitat clara ben desenvolupats, d'on sorgeix el nom trinomial (u. a. collaris). Posteriorment les varietats jeniseensis (Ognev, 1924), a la regió de Krasnoiarsk i sibiricus (J. E. Gray, 1864), a Sibèria, kolymensis (riu Kolymà) i baikalensis (regió d'Irkutsk). també van ser incloses dins de la subespecie collaris tot i no posseir aquesta peculiaritat en els seus colls.
Els ossos bruns de les conques de Kolyma i Anadyr s'inclouen en aquesta subespècie, però són similars als grizzlies àrtics d'Amèrica del Nord, sent relativament petits i de pèl llarg. Algunes autoritats creuen que haurien de classificar-se com una subespècie separada.

## Alimentació i costums
És més carnívor que els seus homòlegs europeus i no sembla que li agradi la mel. Menja llebres de les neus i ungulats com ara rens, uapitís o ants, enboscant-los des dels pins.
Els ossos siberians solen ser molt més atrevits envers els humans, més que no pas els ossos europeus, que són més tímids i perseguits. Destrueixen regularment les cabanes o refugis dels caçadors on hi ha aliments. Però al igual que la resta d'ossos bruns del món, també menja una gran varietat de vegetació, llavors, fruits secs, fruites, arrels i tubercles, carronya i peixos.